# Liste der Bürgermeister von Giessendam
Dieses ist die Liste der Bürgermeister von Giessendam in der niederländischen Provinz Südholland bis zur Auflösung der Gemeinde am 1. Januar 1957.
| Amtszeit  | Name                               | Partei oder Strömung     | Anmerkungen                      |
| --------- | ---------------------------------- | ------------------------ | -------------------------------- |
| 1811–1812 | Jacob van Asperen                  |                          | maire                            |
| 1812–1817 | N. Ente                            |                          | maire                            |
| 1818–1832 | Johannes Brooshooft                |                          | Schultheiß, später Bürgermeister |
| 1832–1842 | Nicolaas Frederik van Steenbergen  |                          |                                  |
| 1843–1853 | Mr. M. Buys van Sittert            |                          |                                  |
| 1853–1859 | J. van Aken                        |                          |                                  |
| 1859–1868 | O. A. Plato                        |                          |                                  |
| 1868–1876 | S. van Sittert                     |                          |                                  |
| 1876–1904 | Jacobus Sneltjes                   |                          |                                  |
| 1904–1932 | Willem Adrianus Laurense           |                          |                                  |
| 1933–1944 | L. Neijens                         | ARP                      |                                  |
| 1944–1945 | J. W. Zuiderhout                   |                          | kommissarisch                    |
| 1945–1946 | J. E. Heymersma                    |                          | kommissarisch                    |
| 1946–1952 | H. C. Vermaat                      | erst parteilos, dann VVD |                                  |
| 1953–1956 | Abraham Leendert Cornelis Brinkman | ARP                      |                                  |